# 22512 Cannat
22512 Cannat este un asteroid din centura principală de asteroizi.

## Descriere
22512 Cannat este un asteroid din centura principală de asteroizi. A fost descoperit pe 28 ianuarie 1998 la Caussols în cadrul programului ODAS. Asteroidul prezintă o orbită caracterizată de o semiaxă mare de 2,53 ua, o excentricitate de 0,19 și o înclinație de 15,7° în raport cu ecliptica.